# Tapinocyba maureri
Tapinocyba maureri ist eine Webspinne aus der Familie der Baldachinspinnen (Linyphiidae). Sie ist in Italien und der Schweiz verbreitet.

## Merkmale
Männchen und Weibchen erreichen eine Körperlänge von 1,4 bis 1,5 mm. Der Vorderleib (Prosoma) ist bräunlich mit schwärzlicher Musterung. Die Laufbeine sind gelblich. Der Hinterleib (Opisthosoma) ist ebenfalls schwärzlich gefärbt.
Diese Art steht der in Mitteleuropa weit verbreiteten Tapinocyba insecta nahe und scheint mit dieser zu vikariieren. Sie ist von dieser Art sicher nur anhand der Tibia und des Begattungsapparats (Bulbus) des männlichen Pedipalpus unterscheidbar. Die Tibia besitzt, wie bei Tapinocyba insecta, zwei Apophysen. Bei Tapinocyba maureri ist die dorsale Apophyse länger, dadurch sind beide etwa gleich lang. Dem Endapparat des Bulbus fehlt der für Tapinocyba insecta charakteristische u-förmige Einschnitt.

## Fundorte
Funde der Art liegen aus Südtirol, aus dem Tessin (hier weit verbreitet) und dem Aostatal vor. In Südtirol bei Neustift auf Brixner Quarzphyllit am Eingang des Pustertales. Bevorzugt ist ein Lebensraum mit trockenwarmen Klima. Die Art wurde in Südtirol auch in Feuchtgebieten und Obstwiesen gefunden. Die Schwesterart Tapinocyba insecta tritt hier selten ebenfalls auf, ihre Fundorte im Eisack- und Pustertal deuten auf ein Vordringen von Norden, über den Alpenhauptkamm, hin. Die bekannten Vorkommen beider Arten nähern sich auf einige Kilometer, sie kommen aber nirgends gemeinsam vor.